# Петропавловськ-Камчатський (аеропорт)
Міжнародний аеропорт «Єлізово» (IATA: PKC, ICAO: UHPP) — міжнародний аеропорт у Росії, який знаходиться за 29 км на північно-захід від Петропавловськ-Камчатський, безпосередньо поряд з м. Єлізово.
Аеродром «Єлізово» є аеродромом спільного базування, окрім цивільного аеропорту, тут розташована військова авіабаза «Єлізово». 
Аеропорт є хабом для:
- Petropavlovsk-Kamchatsky Air Enterprise

## Історія

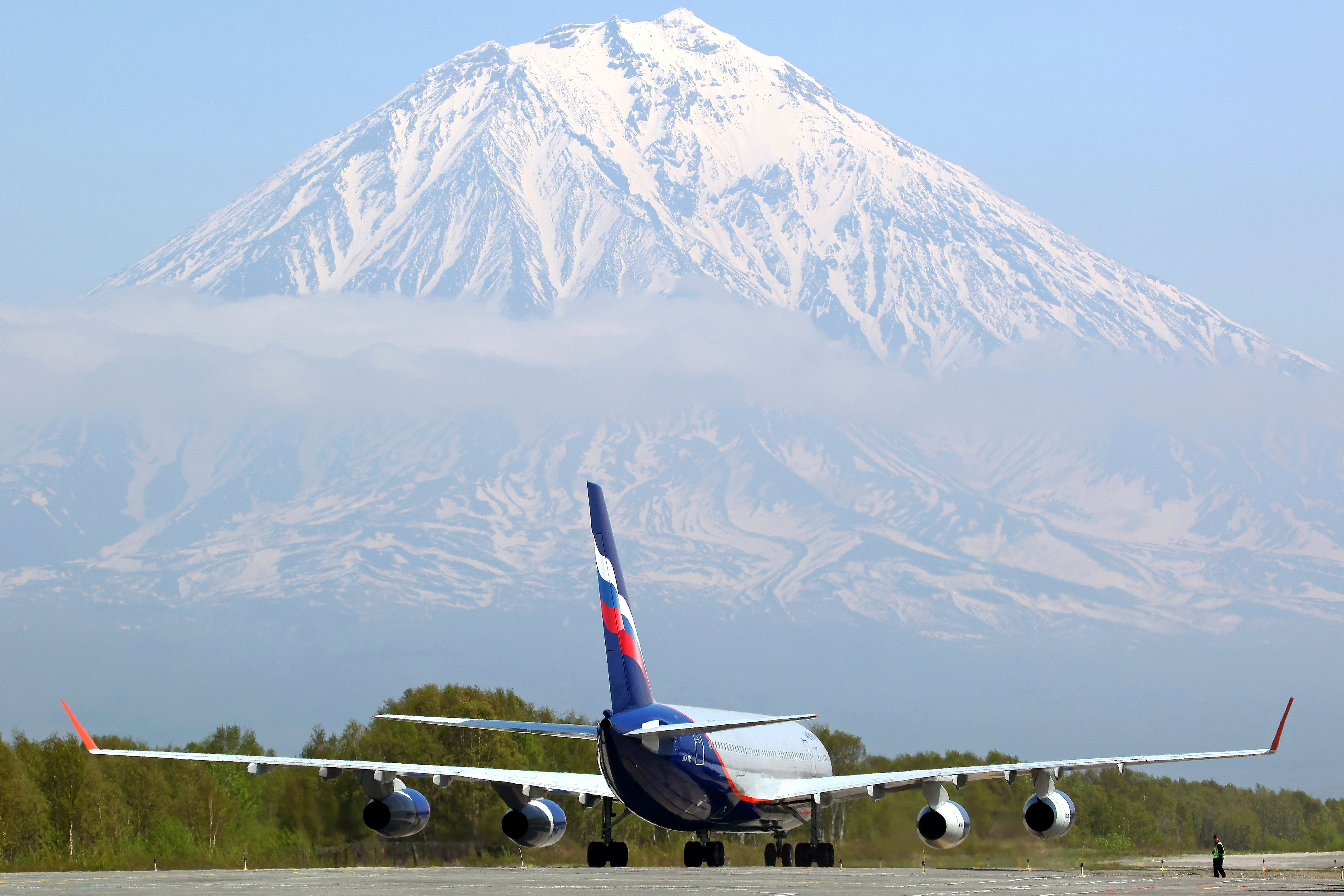
Іл-96-300 авіакомпанії Аерофлот у аеропорті «Єлізово»

Авіація почала розвиватися на Камчатці у 1930-ті роки.
У 1950-ті роки внутрішні рейси виконували літаки Лі-2. По маршруту Петропавловськ-Камчатський-Хабаровськ рейси виконували літаки Іл-12 та Іл-14.
У 1957 році збудована штучна злітно-посадкова смуга. У 1958 році починається виконання регулярних авіаперевезень літаками Ту-104 за маршрутом Петропавловськ-Камчатський-Москва.
З 1969 році активно використовується літак Як-40, а з 1979 року — Л-410. З 1978 року до Москви рейси виконує літак Іл-62.
У 1995 році аеропорт отримує статус міжнародного.
З 2000 року аеропорт допущений до прийому суден типу Боїнг 747, Боїнг 767, Boeing 757, Боїнг 737, Аеробус A310, Ту-204, Іл-96, Ан-124.

## Технічні характеристики
Аеропорт сертифікований за метеомінімуму I категорії ІКАО та здатний приймати літаки та гелікоптери будь-яких типів без обмежень за вантажопідйомністю аж до повністю завантаженого Боїнга 747. На території аеродрому розташоване 24 місця для стоянки літаків, 8 з яких придатні для стоянки надвеликих авіалайнерів.
До літа 2016 року проведено реконструкцію аеропорту. Введено в дію нові командно-диспетчерський пункт, аварійно-рятувальна станція, встановлені сучасна світлосигнальна система і нове радіотехнічне обладнання. Відкрито нову злітно-посадкову смугу.
З 2016 року - аеродром може приймати всі типи цивільних і військових суден.

## Авіакомпанії та напрямки, квітень 2021

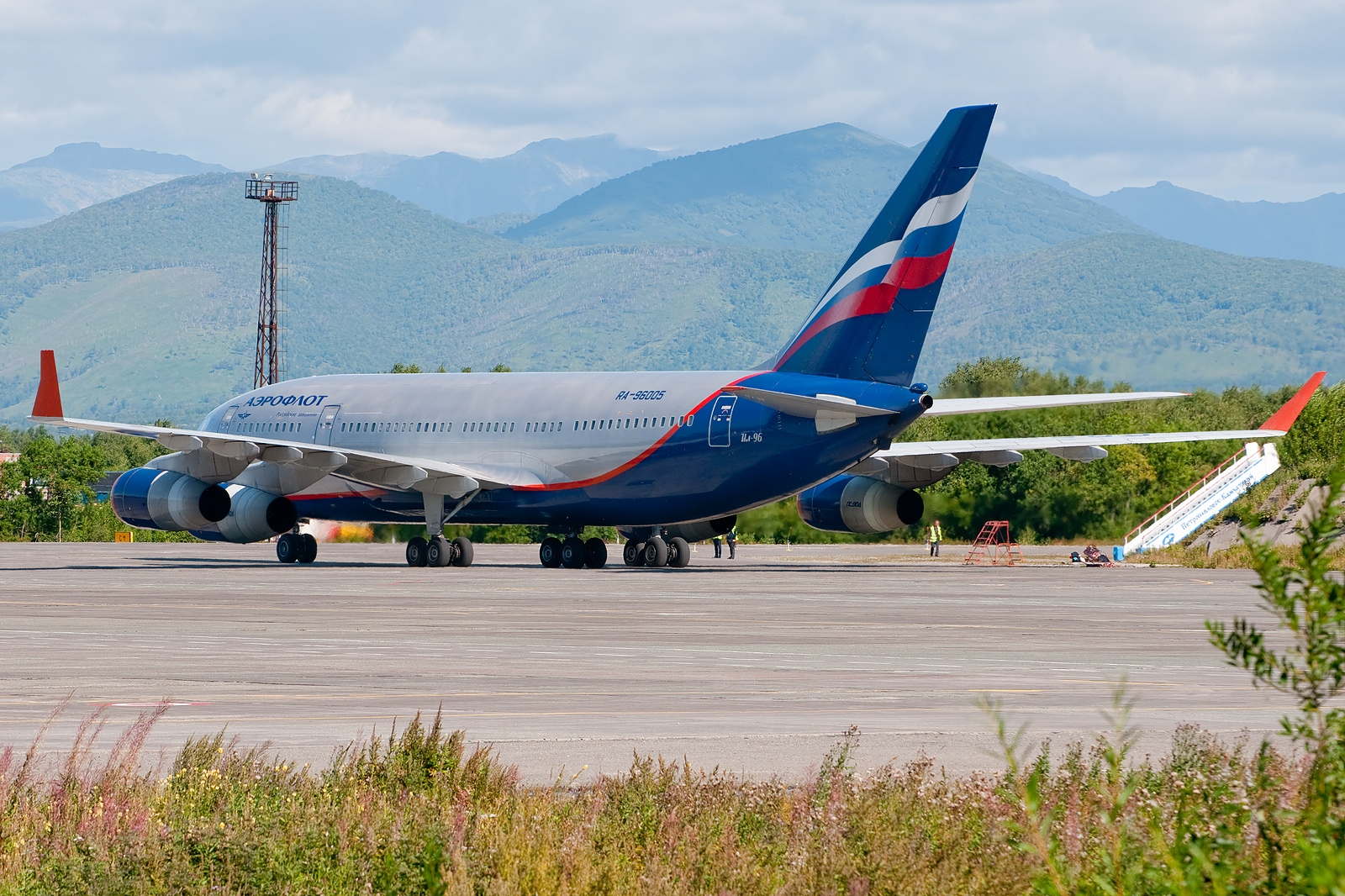
Aeroflot Іл-96-300 в аеропорту Єлізово

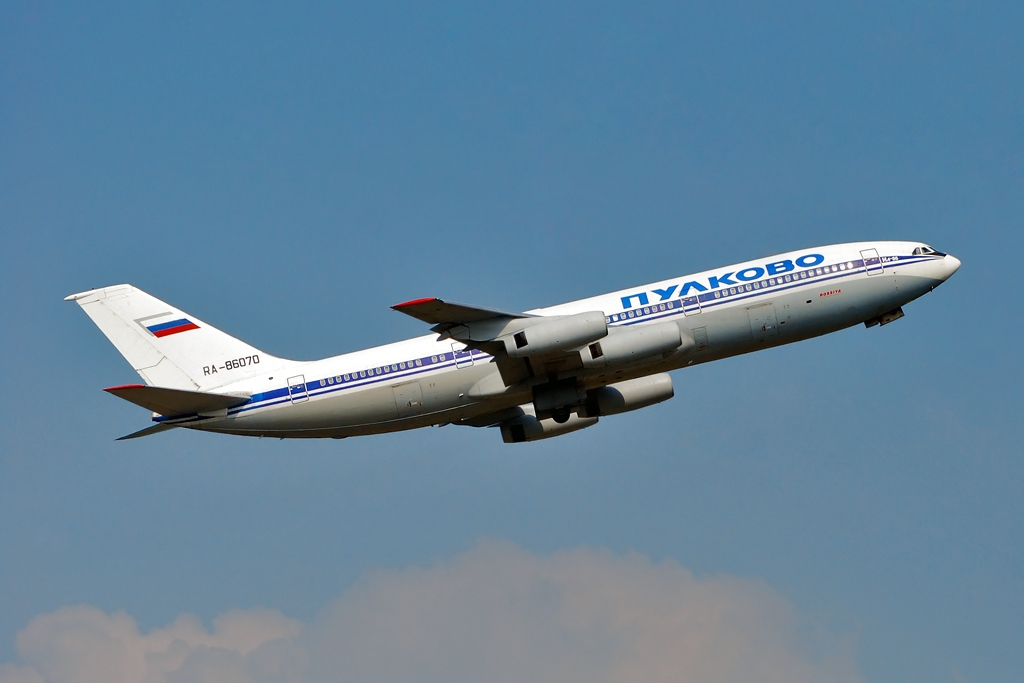
Pulkovo Airlines Ilyushin Il-86 злітає з аеропорту Єлізово.

| Авіакомпанія                            | Пункт призначення |
| --------------------------------------- | --- |
| Aeroflot                                | Москва-Шереметьєво |
| Аврора                                  | Хабаровськ, Владивосток, Южно-Сахалінськ                                                                              |
| Pegas Fly                               | Хабаровськ |
| Petropavlovsk-Kamchatsky Air Enterprise | Анадир, Магадан, Никольське, Оссора, Озерновський, Палана, Соболево, Тигіль, Тилічики, Усть-Хайрюзово, Усть-Камчатськ |
| Rossiya Airlines                        | Москва-Шереметьєво |
| S7 Airlines                             | Іркутськ, Новосибірськ, Владивосток                                                                                   |
| Yakutia Airlines                        | Сезонно: Анкоридж, Токіо–Наріта, Якутськ                                                                              |

## Статистика

### Пасажирообіг
Див. джерело запитів Вікіданих та джерела.

## Катастрофи та інциденти
- 30 жовтня 2015 при поверненні на аеродром базування Єлізово після виконання планового навчально-тренувального польоту зник з екранів радарів МіГ-31 ТФ РФ. Через втрату орієнтування екіпаж катапультувався на висоті 3366 м. Літак згорів.[2][3]

## Авіабаза «Єлізово»
На авіабазі «Єлізово» базуються 175-й окремий корабельний протичовновий вертолітний загін, 317-й окремий зведений протичовновий авіаційний полк, окрема безпілотна ескадрилья та базувався 865-й винищувальний авіаційний полк.